# Juliaca
Juliaca est une ville du sud du Pérou et la capitale de la province de San Román (région de Puno). Elle est située à proximité du lac Titicaca. Sa population s'élève à 218 485 habitants. La dénomination de Ville des Vents, est due au fait que pendant une grande partie de l'année il y a une présence de vents, car elle est située dans le plateau du Collao.

## Géographie
La ville de Juliaca est située dans la partie nord de la province de San Román, au centre du département de Puno. La capitale du district est située à 15° 29' 27" de latitude sud et 70° 07' 37" de longitude ouest, à 3 825 m d'altitude.

## Histoire
L'Altiplano était habité depuis environ 4 000 avant J.-C. par des communautés sédentaires vouées à l'agriculture et à l'élevage (lamas et cobaye).
Les Uros s'installèrent dans les villes fluviales, profitant des bienfaits du totora et des poissons du lac Titicaca, s'installèrent dans les lacs environnants : Chacas, Qoriwata, Cochapampa, et la rivière Juliaca, aujourd'hui rivière Coata.
Bien qu'il existe des vestiges de petites populations développées et déjà stables habitant ces lieux depuis l'an 1000 av. C. on sait très peu de choses à leur sujet, mais la première population importante s'est développée vers les années 200 et 500 appelée Huaynaroque, sous l'influence d'abord des Tiahuanaco, suivie des Collas et enfin des Incas. Les kollas et Incas étaient des rivaux impitoyables et ce n'est que sous le commandement militaire de Pachacútec et de son fils Mayta Capac qu'ils ont pu soumettre les tribus Sapana, Chuchicápac et Huaynarroque après de sanglantes guerres de conquête.
Juliaca dérive du mot quechua Xullaca ou Xullasca, qui signifie rosée ou humidité à l'aube et il est très probable que Xullasca ait été fondée à l'époque inca, environ en 1448.X ullasca est mentionnée pour la première fois par le chroniqueur espagnol Pedro Cieza De León (1520-1554), qui a beaucoup documenté sur le Pérou et le monde andin de l'époque. Dans un de ses registres, il écrivit que Xullasca était une petite ville située entre Pucará et Atuncolla (Sillustani).
Le 4 novembre 1965, les habitants de Juliaca protestent pendant environ 10 jours en faveur d'une amélioration et de plus d'attention de leur cadre de vie ; 4 personnes sont mortes.
Lors des manifestations de 2022-2023, au moins 17 manifestants sont tués par la police le 9 janvier 2023 dans la ville. Deux jours plus tard, il y a un déploiement massif de la population locale portant les cercueils des morts sur leurs épaules tandis que la population déclare en 3 jours de deuil hisser des drapeaux noirs ou en berne dans leurs maisons.

## Économie
Juliaca est un grand centre commercial de biens et de services et est considérée comme la capitale financière de la région de Puno. Le commerce est sa principale activité économique, comprenant 26,5% de la population active. En 2008, Juliaca comprend 15 439 établissements commerciaux, qui s'élève à 41 % de commerce fait dans la région de Puno. C'est le centre commercial de la ville d'extraction d'or informelle de La Rinconada. Il n'y a pas de magasin au centre de Juliaca qui n'ait pas d'enseigne annonçant l'achat d'or. L'affaire semble tellement rentable qu'à proximité des principaux magasins, des groupes de rabatteurs aux voix furtives offrent un bon prix au gramme, la sécurité et même la discrétion dans la transaction.

### Tourisme
Juliaca est une ville qui possède différentes attractions touristiques. Elle doit son développement à la voie ferrée qui relie Cuzco et Puno ainsi qu'à son aéroport qui dessert Lima et Cuzco.
La ville accueille chaque année entre février et mars le festival en l'honneur de "Pachamama", où les participants vêtus de costumes colorés descendent dans les rues pour danser des danses typiques des hauts plateaux lors de l'un des événements les plus populaires de la région. La fête de San Sebastián est célébrée chaque 20 janvier,.
À Juliaca, les étés sont courts, frais et couverts ; les hivers sont courts, très froids et dégagés dans l'ensemble ; et le climat est sec tout au long de l'année. Au cours de l'année, la température oscille généralement entre -5°C et 18°C et descend rarement en dessous de -6°C ou monte au-dessus de 20°C. Les meilleurs moments de l'année pour visiter Juliaca sont de fin avril à fin mai et de début août à mi-décembre.

La place Melgar se situe au centre de Juliaca, un marché de consommation locale est mis en place chaque dimanche où de nombreux produits artisanaux du terroir fabriqués par les habitants sont vendus.

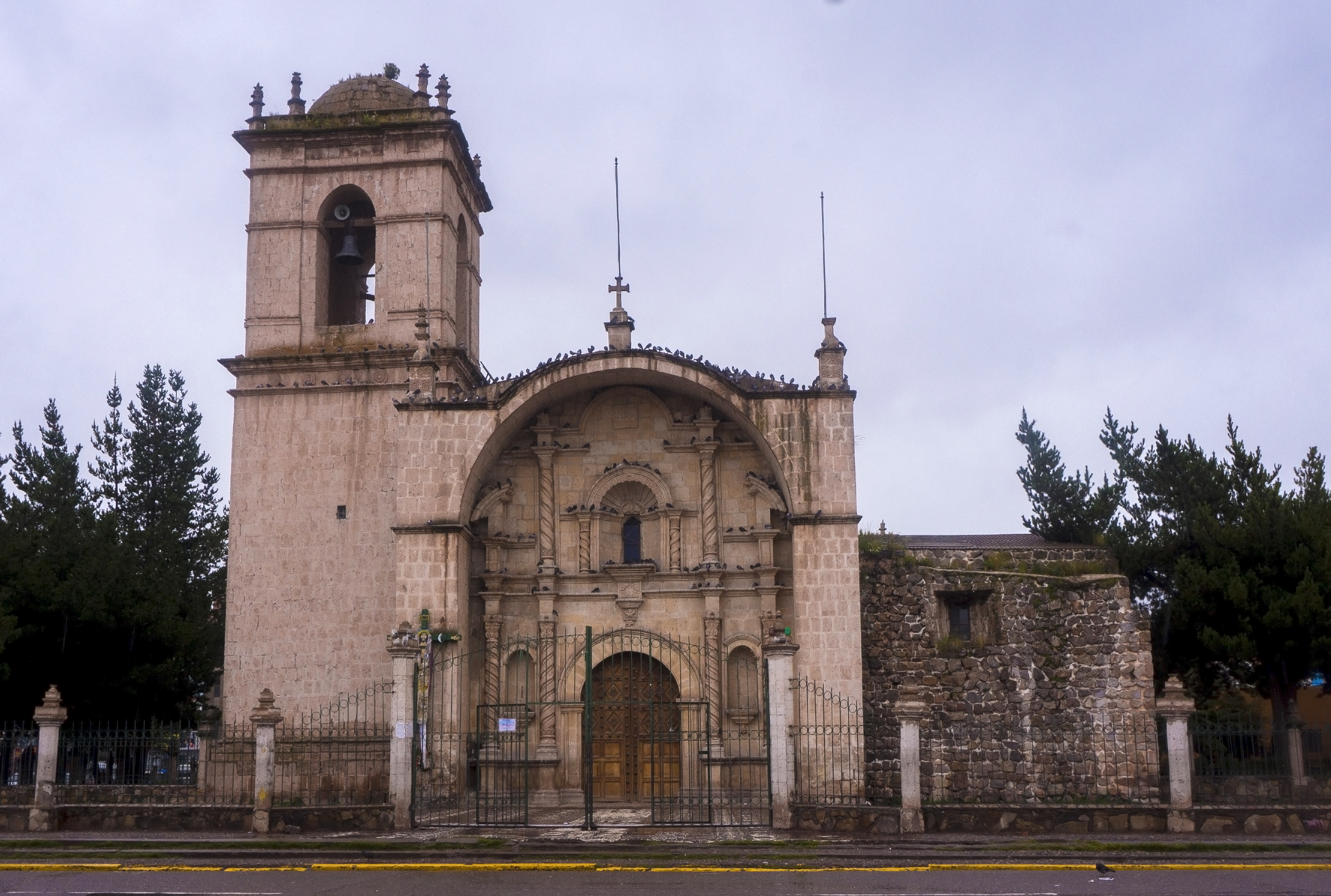
L'église de Santa Catalina, à Juliaca. Février 2018.

- Église de Santa Catalina XVIIe et XVIIIe siècles : également connue sous le nom d'église blanche de Juliaca. Le temple est caractérisé par le style baroque. Son clocher a été construit en pierre de taille[10],[7].
- Templo de la Merced fin XIXe siècle. L'église est située sur la Plaza Bolognesi. Fabriqué avec des sculptures en pierre ornées et de grandes fenêtres[9]. Construite en 1889, il s'agit d'un ouvrage d'architecture républicaine, construit à base de roche, de fer et de ciment, avec une prédominance de couleur rosâtre-rougeâtre. Dans la partie avant, un clocher solitaire et imposant culmine dans un dôme qui se termine par un dôme qui supporte une croix chrétienne métallique, garnie de sentinelles ornementales. Dans cette tour se dresse une énorme horloge à quatre faces circulaires. À l'arrière, son dôme se détache, les murs ont des fenêtres qui maintiennent l'intérieur du temple illuminé. Cette architecture magistrale a été construite grâce à l'initiative d'un groupe de passionnés qui a commandé la construction à Gregorio Moroco Laime, Rénové en 1995, le temple est décoré à l'intérieur avec des motifs indigènes représentatifs[11].
- Couvent franciscain, construit en style gréco-romain
- Le Christ blanc. sur la colline Waynarroque. Monument au Christ Rédempteur[7].